# Jules Lorin
Pour les articles homonymes, voir Lorin.
Jules Lorin, né le 11 novembre 1825 à Paris, où il est mort le 15 novembre 1853, est un poète et auteur dramatique français.

## Biographie
Mort à 28 ans d'une maladie de poitrine, ami de Jules Verne, il laisse plus de 50 créations dont une trentaine de chansons sur des musiques, entre autres, d'Aristide Hignard ou Victor Massé.
Dans une pochette de textes variés inédits de Jules Verne a été découvert un poème non titré de la main de Lorin. Ce poème a été édité dans le numéro 202 du Bulletin de la Société Jules Verne en mai 2021.
Le Visionnaire ou les Fiancés bretons a été supposé à tort être de la main de Jules Verne ou être le premier titre de la nouvelle Un hivernage dans les glaces.

## Œuvres
- 1848 : Chansons
- 1851 : Le Visionnaire ou les Fiancés bretons, opéra-comique, avec Victor Perrot, musique d'Aristide Hignard, Nantes, Théâtre Graslin, 18 janvier[6]
- 1851 : Sous les pampres, comédie en 1 acte en vers, Paris, Théâtre de l'Odéon, 19 septembre
- 1852 : Le Piano de Berthe, comédie en un acte mêlée de chant, avec Théodore Barrière, Paris, Théâtre du Gymnase, 20 mars
- 1853 : Quand on veut tuer son chien..., proverbe en un acte,avec Théodore Barrière, Théâtre du Vaudeville, 30 avril
- 1854 : Les Trovatelles, opéra-comique en 1 acte, avec Michel Carré, musique de Jules Duprato, Théâtre de l'Opéra-Comique, 28 juin